# Jana Olekszandrivna Klocskova
Jana Olekszandrivna Klocskova (ukránul: Яна Олександрівна Клочкова; Szimferopol, 1982. augusztus 7. –) négyszeres olimpiai bajnok, négyszeres világbajnok és tízszeres Európa-bajnok ukrán úszó. Rövid pályán hatszor lett világbajnok és kilencszer Európa-bajnok. A nyári Universiadék során összesen hét aranyérmet szerzett.
Olimpiai elsőségeit Sydneyben és Athénban érte el, mindkét eseményen a 200 méteres és a 400 méteres vegyesúszás versenyszámát nyerte meg. 2000-ben egy ezüstérmet is szerzett 800 méteres gyorsúszásban.

## Győzelmei

### Olimpia
- 2000, Sydney: 200 m vegyes
- 2000, Sydney: 400 m vegyes
- 2004, Athén: 200 m vegyes
- 2004, Athén: 400 m vegyes

### Világbajnokság
- 2001, Fukuoka: 400 m gyors
- 2001, Fukuoka: 400 m vegyes
- 2003, Barcelona: 200 m vegyes
- 2003, Barcelona: 400 m vegyes

### Rövid pályás világbajnokság
- 1999, Hongkong: 400 m vegyes
- 2000, Athén: 200 m vegyes
- 2000, Athén: 400 m vegyes
- 2002, Moszkva: 400 m gyors
- 2002, Moszkva: 200 m vegyes
- 2002, Moszkva: 400 m vegyes

### Európa-bajnokság
- 1999, Isztambul: 200 m vegyes
- 1999, Isztambul: 400 m vegyes
- 2000, Helsinki: 400 m gyors
- 2000, Helsinki: 200 m vegyes
- 2000, Helsinki: 400 m vegyes
- 2002, Berlin: 400 m gyors
- 2002, Berlin: 200 m vegyes
- 2002, Berlin: 400 m vegyes
- 2004, Madrid: 200 m vegyes
- 2004, Madrid: 400 m vegyes

### Rövid pályás Európa-bajnokság
- 1999, Lisszabon: 400 m gyors
- 1999, Lisszabon: 800 m gyors
- 1999, Lisszabon: 200 m vegyes
- 1999, Lisszabon: 400 m vegyes
- 2000, Valencia: 200 m vegyes
- 2000, Valencia: 400 m vegyes
- 2001, Antwerpen: 200 m vegyes
- 2002, Riesa: 200 m vegyes
- 2002, Riesa: 400 m vegyes

### Universiade
- 2001, Peking: 800 m gyors[1]
- 2001, Peking: 200 m vegyes[2]
- 2003, Tegu: 200 m gyors[3]
- 2003, Tegu: 200 m pillangó
- 2003, Tegu: 200 m vegyes
- 2003, Tegu: 400 m vegyes
- 2007, Bangkok: 400 m vegyes[4]